# Lycastris flavohirta
Lycastris flavohirta är en tvåvingeart som beskrevs av Enrico Adelelmo Brunetti 1907. Lycastris flavohirta ingår i släktet Lycastris och familjen blomflugor. Inga underarter finns listade i Catalogue of Life.